# Скрипниченко, Тимофей Иванович
Скрипниченко Тимофей Иванович (1887, Кировоградская область — 1975, неизвестно) — российский и советский рабочий. Участник Гражданской войны и борьбы за власть Советов на Криворожье.

## Биография
Родился в 1887 году на территории нынешней Кировоградской области.
С конца 1890-х работал на заводе «Эльворти» в Елисаветграде. За участие в забастовке преследовался, переехал в посёлок Долгинцево возле Кривого Рога.
Работал в паровозном депо станции Долгинцево. Участник революционных событий 1905 года. С 1917 года — член Долгинцевского ревкома, красногвардеец Долгинцевского красногвардейского отряда.
Член РСДРП с 1918 года. Участник Криворожского вооружённого восстания в январе 1918 года. В апреле 1918 года доставил эшелон с криворожским хлебом в Москву. Участник боёв с белочехами в Самаре, с отрядами атамана Григорьева в Кривом Роге. Перед оккупацией Кривого Рога деникинцами вывез ценности на сумму 14 млн рублей и передал их на нужды революции. В 1918 году участвовал в боях с немецко-австрийскими оккупантами на Украине.
С 1919 года — член Долгинцевского ревкома, заместитель председателя, комиссар здравоохранения. Руководил разгромом бандформирований на Криворожье. С августа 1919 года — политработник 45-й стрелковой дивизии, которая вела бои против деникинцев и петлюровцев на Украине.
С февраля 1920 года — уполномоченный Долгинцевской ЧК.
После гражданской войны — на хозяйственной и профсоюзной работе.
Умер в 1975 году.